# NGC 2306
NGC 2306 ist ein offener Sternhaufen im Sternbild Monoceros. 
Entdeckt wurde das Objekt am 23. Februar 1786 von William Herschel.